# Gyldenstierne
Gyldenstierne eller Gyldenstjerne er en ældgammel dansk-svensk adelsslægt, der, efter at Frederik I i 1526 havde forordnet faste tilnavne for adelen, tog navn efter sit skjoldmærke, en syvoddet guld stjerne i blåt. Oprindeligt skal slægten have ført en sølvstjerne. Hjelmtegnet er to, almindeligvis jernklædte arme, der holder et guldindrammet blåt spejl, besat med syv på(fugle?)fjer. Slægtens ældste kendte mand, hr. Niels Eriksen, nævnes 1310. Hans søn, marsken hr. Erik Nielsen til Ågård i Vester Han Herred, endnu omtalt 1360, blev fader til hr. Niels Eriksen til Ågård, som var død 1388, og med hvis sønner, Knud, Peder og Erik, slægten delte sig i tre hovedlinjer. Grene af slægten er naturaliseret som svensk adel under navnet Gyllenstierna.

## Historie

### Første linje (Restrup)
1. linjes stamfader, væbneren Knud Nielsen, som var død 1401, var fader til "gamle" hr. Henrik Knudsen, der var død 1456. Sidstnævnte var rigsrådets ældste medlem, da Christian I valgtes til konge, og ejer af udstrakt gods, bl.a. Restrup, som han vistnok havde arvet efter sine forfædre på sværdsiden. Af kronen fik han 1442 byen Horsens i pant, nogle år efter tillige hele Bygholm Len, der i et århundrede som pant forblev i hans efterkommeres besiddelse. Hans søn, rigsråden hr. Knud Henriksen til Restrup (død 1468), der vistnok med urette omtales som tronprætendent efter Christoffer af Bayerns død, var fader til rigsråden hr. Henrik Knudsen (død 1517), der under kong Hans gentagne gange togede mod Sverige, og som navnlig skal have udmærket sig i slaget ved Rødebro 1497. Han besad Restrup og sin mødrene gård Iversnæs (nu Wedellsborg) og skænkede meget gods til kirken. Blandt hans store børneflok skal her nævnes 6 sønner. Den ugifte Jørgen Gyldenstierne (død 1551) afsluttede sine studier udenlands med magistergraden, blev sekretær i Kancelliet og opnåede forskellige gejstlige forleninger; en betydelig bogsamling testamenteredes af ham til Skt. Knuds Kirke i Odense. Knud Gyldenstierne (død 1560) kaldte sig efter 1526 "von Stern", men kort efter Gyldenstierne ligesom den øvrige slægt. Efter at have fået gejstlig uddannelse og taget magistergraden arbejdede han som sekretær i Christian IIs Kancelli, blev 1520 domprovst i Viborg, medbeseglede 3 år efter Frederik Is håndfæstning og fik straks sæde i rigsrådet. 1529 efterfulgte han den aldrende Jens Andersen Beldenak på Fyns Bispestol. I denne stilling viste han megen vankelmodighed. Protestanterne fremhævede hans ærlighed og fromhed, af sine egne betegnedes han derimod som skinbiskop. Han kaldte Jørgen Sadolin fra Viborg til Odense og lod ham her virke i evangelisk ånd, bl.a. ved udgivelsen af Luthers Katekismus og en oversættelse af den augsburgske konfession. Knud Gyldenstierne blev 1531 sat i spidsen for sit stifts verdslige styrelse. Året efter ledede han en kommission, der med en flåde gik til Norge for at undsætte Akershus, hvor hans nedennævnte broder Mogens belejredes af Christian II, med hvem der endelig sluttedes en overenskomst, ifølge hvilken kongen med frit lejde skulle begive sig til underhandlinger i København. Da lejdet blev brudt, kastede man sig over Knud Gyldenstierne, der i hvert fald havde udvist stor svaghed. Senere hørte han til Christian IIIs tilhængere, blev 1534 fordrevet fra sit bispesæde af de grevelige tropper. Efter slaget ved Øksnebjerg 1535 overtog han dog atter sit embede, men fængsledes det følgende år for først at blive løsladt efter Reformationens gennemførelse. I rigsrådet blev han aldrig genoptaget. Han ægtede nu den ved Svendstrup faldne rigsråd Niels Broks enke, fru Jytte Podebusk, der bl.a. bragte ham Ågård, en arv efter hendes moder, nedennævnte fru Anne Mouritsdatter Gyldenstierne. Efter broderen Gabriel fik Knud Gyldenstierne Restrup; han havde desuden forskellige forleninger, således Vestervig Kloster, hvor han døde. Otte Gyldenstierne (død 1551) var 1532 en af førerne for tropperne i Norge mod Christian II. I en I årrække sad han som panthaver inde med Bygholm Len. Han havde kun en datter. Hr. Mogens Gyldenstierne til Iversnæs og Restrup (1485-1569) førte rigsbanneret på Otte Krumpens tog til Sverige 1520. Efter at have besøgt det hellige Land blev han 1527 sendt med en flåde til Norge, for bl.a. at få Akershus i sin magt, hvilket lykkedes ham. Han indsattes nu til befalingsmand i hele det søndenfjeldske Norge. Ved list og lempe, uforsagt mod og åndsnærværelse udførte han sine hverv. Da kong Christian 1531 uventet stod i Oslo, forsvarede Mogens Gyldenstierne Akershus med stor tapperhed, indtil broderen, som allerede nævnt, det følgende år undsatte ham. Efter kongens tilfangetagelse – 1532 – forlenedes han med Malmøhus. Han deltog ikke i forhandlingerne i København om Christian IIs skæbne. Da oprøret juni 1534 udbrød i Malmø, blev han listelig fanget af Jørgen Kock, men atter frigivet et par måneder senere mod at slutte sig til grev Christoffer. I slutningen af året gik han over til Christian III, der snart efter optog ham i rigsrådet. Under den følgende del af Grevens Fejde var han en af hovedførerne i Skåne. Han fik efterhånden betydelige forleninger. I kongens fraværelse blev han 1555 indsat til statholder i København. Efter Peder Oxes fald 1558 overtog han dennes stilling som statholder på Københavns Slot og virkede som sådan til ca. 1566, da Peder Oxe atter blev kaldet til denne ansvarsfulde post, som den højtbedagede Mogens Gyldenstierne næppe var voksen, skønt han øvede stor indflydelse. Hans administration af flådens udrustning og hærens forplejning under Den Nordiske Syvårskrig var genstand for mange angreb. Den barnløse rigsråd Gabriel Gyldenstierne til Restrup (død 1555) sad en kort tid som lensmand på Københavns Slot; meget velstående måtte han ofte hjælpe regeringen med lån. Den sjette af disse brødre, Christoffer Gyldenstierne (død 1562), blev 1548 eneejer af Iversnæs. Ovennævnte biskop Knud Gyldenstierne var fader til lensmand på Båhus Henrik Gyldenstierne til Ågård (1540-1592), der 1571 som admiral førte en eskadre, som krydsede under den norske kyst efter sørøvere, og til rigsråden Preben eller Predbjørn Gyldenstierne til Vosborg (1548-1616), en af Christian IVs nære omgivelser, bl.a. forlenet med Malmøhus. Admiralens søn, den barnløse lensmand på Bergenshus Knud Gyldenstierne til Ågård og Møgelkær (1575-1627), sendtes 1614 sammen med Otte Skeel til Rusland for at lykønske zar Michael til hans regeringstiltrædelse. Preben Gyldenstierne var fader til den som slægtebogsforfatterinde bekendte fru Jytte Gyldenstierne til Totterupholm (1581-1642), gift 1. gang med Peder Juel til Hesselmed, 2. gang med Christian Grubbe til Lystrup, til Knud Gyldenstierne til Skovsbo og Vosborg (levede 1654) – hvis søn Preben Gyldenstierne og sønnesøn Knud Gyldenstierne (1652-1682) besad Mollerup, den sidste efterlod kun en datter – til den barnløse Ejler Gyldenstierne til Bidstrup og endelig til landsdommer i Skåne, lensmand på Varberg Henrik Gyldenstierne til Svanholm i Skåne og Skovsbo på Fyn (1594-1669), kendt som forfatter af en rimet oversættelse af Jesu Sirachs Visdoms Bog. 
Sidstnævnte var fader til ritmester Erik Hardenberg Gyldenstierne til Svanholm (1622-1665), der 1664 introduceredes på det svenske Riddarhus under nr. 41, senere nr. 29, med navnet Gyllenstierna af Svaneholm. Hans sønner, ritmester Axel Gyldenstierne til Svanholm, Pugerup, Karsholm, Brodda m.m. (1653-1705) og ritmester Preben Gyldenstierne til Karsholm (1656-1677), var begge ugifte. Ovennævnte Mogens Gyldenstierne var fader til Sibylle Gyldenstierne (1540-1611), gift med Eskild Gøye, en af de adelsfruer, der hørte til fru Birgitte Gøyes nærmeste kreds, og hvis hus var en slags opdragelsesanstalt for unge adelsjomfruer, til den barnløse Christen Gyldenstierne til Restrup, Hellestrup og Stjernholm (1552-1617) og til Mogens Gyldenstierne til Bjersgård (død 1621). Blandt sidstnævntes børn kan nævnes lensmand på Varberg Mogens Gyldenstierne til Fultofte, Findstrup og Bjersgård (død 1639) – hvis sønner var ugifte – og landsdommer i Skåne Laxmand Gyldenstierne til Bjersgård og Tyrrestrup (død 1655). Dennes søn, lensmand på Koldinghus Ebbe Gyldenstierne til Vosnæsgård og Palstrup, var fader til slægtens sidste mand i Danmark, oberstløjtnant Laurids Ulfeld Gyldenstierne (1665-1729). Ovennævnte Christoffer Gyldenstierne var fader til Karen Gyldenstierne (1544-1613), der ægtede rigsmarsken hr. Holger Rosenkrantz, efter hvem hun lange år sad enke. Hun opførte hovedbygningen på Boller, fuldendte bygningen af Rosenvold og omdannede Skt. Hans Kloster til et herresæde, Stjernholm, hvor den myndige og højt ansete frue boede, omgivet af unge adelige jomfruer, der var betroede til hendes varetægt. Hendes yngre broder, Henrik Gyldenstierne til Iversnæs (1550-1604), efterlod fædrenegården til sin søn Niels Gyldenstierne, som atter blev fader til Henrik Gyldenstierne til Boltinggård (1634-1696), hvis søn, Frederik Gyldenstierne, døde ung.

### Anden linje
2. linjes stamfader, rigsråden hr. Peder Nielsen til Ågård, lensmand på Riberhus, nævnes endnu 1407. Han var fader til biskop i Børglum Gert Pedersen (død 1452), der tilbragte sine første bispeår som medbefalingsmand over de danske, der 1427 og følgende år forsvarede Flensborg mod holstenerne, til hr. Anders Pedersen, som omtales nedenfor, og til hr. Niels Pedersen, Sidstnævntes fædrene hjem, Ågård, blev 1441 lagt i aske under Bondeopstanden, selv kom han kun fra gården "med en Stav i sin Hånd"; han ejede desuden Markie i Skåne og Bregentved, hvor han gjorde testamente 1456. Hans eneste søn, rigsråden Mourits Nielsen (død 1503 eller 1504), lensmand på Ålborghus, arvede de 3 nævnte gårde, som atter gik i arv til det eneste barn, datteren Anne Gyldenstierne (død 1545), gift 1. gang med hr. Oluf Stigsen Krognos til Bollerup, 2. gang med hr. Predbjørn Podebusk til Vosborg. datteren af sidstnævnte ægteskab, Jytte Podebusk, bragte Ågård til sin husbond, ovennævnte biskop Knud Gyldenstierne. Den nævnte hr. Anders Pedersen gik til England. Han er sandsynligvis identisk med den danskfødte Sir Andrew Ogarde (: Ågård), der tjente hertugen af Bedford som second chamberlain, som 1425 var deltager i et tog mod Anjou, senere befalingsmand på fæstningen Vire i Normandiet, og som 1433 naturaliseredes af parlamentet. Sir Andrew arvede i hvert fald 1445 både fast og rørligt gods i Danmark. Den kendte engelske forfatter H. Rider Haggard skal efter familietraditionen nedstamme fra ham.

### Tredje linje
3. linjes stamfader, rigsråden hr. Erik Nielsen til Demstrup, Tim og Estvadgård, som var død 1455, blev fader til hr. Niels Eriksen til Tim, Langtind og Lyngbygård (død 1484), rigens råd og hofmester, til hr. Anders Eriksen og hr. Peder Eriksen til Nybo, der begge var døde 1463, og til den svenske rigsråd hr. Erik Eriksen til Fogelvik, fra hvem slægtens endnu blomstrende svenske gren nedstammer (se Gyllenstierna). Den førstnævnte af disse brødre, hr. Niels, var fader til Peder Nielsen til Tim (død 1509), der atter var fader til Knud Pedersen Gyldenstierne til Tim (c. 1480-1552). Denne forlenedes 1517 med Ålholm, som han kort efter mistede, idet han faldt i unåde, beskyldt for meddelagtighed i Dyvekes formodede giftmord. Som fodermarsk deltog han 1525 i kampen i Skåne mod Søren Norby, 4 år efter optoges han i rigsrådet. Under Grevens Fejde stod han snart på hertug Christians, snart på grev Christoffers side, men udsonedes 1536 med kongen, der udnævnte ham til hofmarskal. Som lensmand på Kalundborg Slot blev det 1549 ham, der fik opsyn med Christian II, et hverv, som han udførte med stor lemfældighed. Da han tidligere – 1532 – var med til at føre kongen til Sønderborg, havde han udvist megen råhed mod sin fangne fjende. Hans søn, den ugifte Peder Gyldenstierne til Tim (død 1594), deltog i Syvårskrigen, fik senere sæde i rigsrådet og beklædte embedet som rigsmarsk 1575-93. Han opførte en ny prægtig hovedbygning på Tim og fik her besøg af Christian IV, som han under en væddekørsel skal have tilråbt et "Pyt!", idet han kørte uden om sin kgl. gæst. Herfra stammer efter sagnet talemåden "Pyt! sae Per til Kongen". Denne Peder Gyldenstiernes yngre broder Axel Gyldenstierne til Tim og Lyngbygård i Skåne (c. 1542-1603) var forlenet med Landskrona Slot, landsdommer i Skåne, medlem af rigsrådet og 1588-1601 statholder i Norge og lensmand på Akershus. Han ledsagede 1602 kongens broder, hertug Hans, til Moskva, hvor den unge fyrste skulle ægte tsar Boris Godunovs datter. Brudgommen døde imidlertid før brylluppet. Axel Gyldenstierne nåede heller ikke hjem, men døde på Gulland. Hans bemærkelsesværdige dagbog fra denne rejse er udgivet i udtog, fra hans yngre år stammer desuden værdifulde optegnelser om Syvårskrigen, bearbejdede af kannik i Lund, magister Jon Tursen. Hans søn, lensmand på Hald Knud Gyldenstierne til Tim og Lyngbygård (1573-1636), der 1599 som hofjunker ledsagede Christian IV på den bekendte rejse til Nordnorge, var fader til Axel Gyldenstierne til Lyngbygård og Bidstrup (1604-1637), der kun efterlod en datter, Øllegård Gyldenstierne (død 1694), 1. gang gift med oberst og blå ridder Christian Friis til Lyngbygård, 2. gang med Kai Lykke til Gisselfeld. Hun var den sidste her i landet af denne linje. Ovennævnte hr. Peder til Nybo blev fader til hr. Oluf Pedersen til Estvadgård (født ca. 1450, måske død 1504). Blandt dennes børn kan nævnes forstanderen for Hundslund Kloster, mester Anders Gyldenstierne til Palsgård (død 1534), der med iver sluttede sig til Christian III, og som faldt i slaget ved Svendstrup mod Skipper Clement, og Erik Gyldenstierne (død 1536). Sidstnævnte var 1532 med Knud Gyldenstierne på toget til Norge mod Christian II. Han efterfulgte samme år Mogens Gyldenstierne som lensmand på Akershus, i hvilken egenskab .han gjorde sig yderst forhadt af det norske selvstændighedsparti. Sammen med Peder Skram deltog han 1535 i krigen mod Lübeckerne, Året efter forsvarede han, der også hørte til Christian IIIs håndgangne mænd, Akershus med stor tapperhed. Disse to brødre kaldte sig ofte med deres mormoders slægtsnavn Hak. En tredje broder, Ludvig Gyldenstierne til Estvadgård (død før 1546), blev fader til Niels Gyldenstierne, der 1564 skal have dræbt sin broder Otto Gyldenstierne, og til Oluf Gyldenstierne, der endnu 1555 skrev sig til Estvadgård.
Blandt de gamle danske adelsslægter spillede "de rige Gyldenstierner" en mægtig rolle, der i lige grad skyldtes fremragende dygtighed og stor godsrigdom. Foruden de alt nævnte gårde sad medlemmer af slægten som ejere eller lodtagere inde med flg.: Nielstrup, Ryegård i Voldborg Herred, Bogensholm, Gåsetofte, Hanstholm og Damsgård, begge på Mors, Nellemose, Uggerslevgård, Fredsgårde, Aggersborg, Gelskov, Primdal og Skullerupholm. Hertil kom rigets mest indbringende og betydende forleninger.

## Væsentlige personer af slægten
- Anders Gyldenstierne (død 1534)
- Anne Gyldenstierne (død 1545)
- Axel Gyldenstierne (ca. 1542-1603) – rigsråd, statholder i Norge
- Ebbe Gyldenstierne (virksom omkring 1660)
- Erik Gyldenstierne (død 1536)
- Gabriel Gyldenstierne (død 1555) – rigsråd
- Gert Pedersen Gyldenstierne (død 1452) – biskop af Børglum
- Henrik Knudsen Gyldenstierne (død 1456) – rigsråd
- Henrik Knudsen Gyldenstierne (død 1517) – rigsråd
- Henrik Knudsen Gyldenstierne (1540-1592)
- Henrik Prebensen Gyldenstierne (1594-1669) til Svanholm og Skovsbo
- Jørgen Gyldenstierne (død 1551)
- Karen Gyldenstierne (1544-1613)
- Knud Axelsen Gyldenstierne (1573-1636) til Tim
- Knud Henriksen Gyldenstierne (død 1467) – rigsråd
- Knud Henriksen Gyldenstierne (død 1560) – biskop
- Knud Henriksen Gyldenstierne (1575-1627)
- Knud Pedersen Gyldenstierne (ca. 1480-1552) – rigsråd
- Mogens Gyldenstierne (1485-1569) – rigsråd
- Mourits Nielsen Gyldenstierne (død 1504) – rigsråd
- Otte Gyldenstierne (død 1551) til Iversnæs
- Peder Gyldenstierne (1533-1594) – rigsmarsk, til Tim
- Preben Gyldenstierne (Predbjørn) (1548-1616) – rigsråd
- Sibylle Gyldenstierne (1540-1611)

## Eksterne Referencer
- Wikimedia Commons har flere filer relateret til Gyldenstierne

Slægtens stamtræ